# جاده ۹۹ ایالات متحده آمریکا
اتوبان فدرالی 99 (انگلیسی: U.S. Route ۹۹)، اتوبانی افقی در راستای ایالات متحده آمریکا می‌باشد که از ایالات کالیفرنیا، ارگن، و ایالت واشینگتن رد می‌شود.